# 淳武微子
淳武 微子（じゅんむ みし、生没年不詳）は、日本の飛鳥時代の人物である。淳武止（じゅんむし）とも書く。冠位は直大参。壬申の乱の功臣。

## 出自
百済人で子孫は不破氏（不破勝 ふはのすぐり）を称した。百済第20代王毗有王の後裔とする不破連も同族とする説があり、これが正しければ、淳武微子も百済王族の後裔となる。

## 経歴
『日本書紀』の持統天皇5年（691年）5月21日条に、壬申の年の功の褒賞として直大参の位と絁（あしぎぬ）と布を与えられたとだけ見える。別に『新撰姓氏録』には不破勝の祖先が淳武止であると見え、淳武止は淳武微子と同じと思われる。美濃国不破郡は大海人皇子の軍勢の集結地であったから、淳武微子は百済滅亡を機に不破に住み着き、大海人皇子の軍に加わったのではないかと推測される。